# Arthur Nols
Josef Maria Arthur Nols (* 3. März 1895 in Aachen; † 28. Juni 1966 in Kerkrade) war ein niederländischer Maler und Zeichner.

## Leben
Nols wuchs in Aachen auf. Sein Vater war der Gärtner Wilhelm Simon Josef, seine Mutter war Elisabeth, geb. Hendriks. Arthur Nols besuchte die Kunstgewerbeschule in Aachen. Anschließend machte er Studienreisen in Belgien und Heerlen. Danach lebte er in Kerkrade. 1920 heiratete Nols in Beek Josephina Gerardina de Rooy. 1921 kam ihr Sohn Frans, später ebenfalls ein bekannter Künstler, zur Welt. Ab 1922 wohnte die Familie in der Villa Wilhelmina, die seitdem auch als Villa Nols bekannt ist.
Seine ersten bedeutenden Aufträge bekam er durch Hubert Spierts, der ihm die Chormalereien in der Onze-Lieve-Vrouw-Onbevlekt-Ontvangenkerk und die Wandmalereien in der R. K. Jongensschool in Terwinselen auftrug. Der Auftrag in der R. K. Jongensschool wiederum überzeugte seine nächsten Auftraggeber, ihm die Wandmalereien in den Jesuitenschulen in Den Haag anzuvertrauen.

## Schüler
- Walter van Hoorn
- Carla Munsters

## Werke
- Chorbilder in der Onze-Lieve-Vrouw-Onbevlekt-Ontvangenkerk in Terwinselen[7]
- Wandmalereien in der R. K. Jongensschool in Terwinselen (1940)[5]
- Wandmalereien in den Jesuitenschulen in Den Haag[6]
- Gemälde Mergelgroeve (1941 ausgestellt)[8]
- Gemälde Voorjaarsstemming (1941 ausgestellt)[8]
- Gemälde Dennengroep (1941 ausgestellt)[8]

## Ausstellungen
- In Terwinselen (1939)[9]
- In Brunssum (1940)[10]
- Im Van Abbemuseum in Eindhoven (1941)[8]
- In Os Hoes in Terwinselen (1956)[11]
- In der Galerij Brunssum in Brunssum (1965)[12]